# Boyce (Luisiana)
Boyce é uma cidade  localizada no estado americano de Luisiana, na Paróquia de Rapides.

## Demografia
Segundo o censo americano de 2000, a sua população era de 1190 habitantes. 
Em 2006, foi estimada uma população de 1198, um aumento de 8 (0.7%).

## Geografia
De acordo com o United States Census Bureau tem uma área de 
1,5 km², dos quais 1,4 km² cobertos por terra e 0,1 km² cobertos por água. Boyce localiza-se a aproximadamente 28 m acima do nível do mar.

## Localidades na vizinhança
O diagrama seguinte representa as localidades num raio de 28 km ao redor de Boyce. 